# Österrikiska ishockeyligan
Österrikiska ishockeyligan (tyska: Österreichische Eishockey-Liga), officiellt kallad Bet-at-home ICE Hockey League (ICEHL) efter nuvarande sponsorn, är Österrikes högsta division i ishockey. Österrikiska mästerskap i ishockey har spelats sedan 1923 och ligan har spelats sedan säsongen 1965/1966. Ligan har innehållit lag från andra länder än Österrike sedan säsongen 2006/2007 då HDD Olimpija Ljubljana från Sloveniens huvudstad Ljubljana gick med i ligan. Sedan dess har lag från Ungern, Kroatien, Tjeckien och Italien deltagit i ligan.
Ligan består från och med säsongen 2013/2014 av totalt tolv lag varav åtta stycken kommer från Österrike och fyra från andra länder. Lagen från Österrike är Dornbirner EC, Graz 99ers, HC TWK Innsbrück, EC KAC, EHC Black Wings Linz, EC Red Bull Salzburg, Vienna Capitals och EC VSV. De utländska lagen är HDD Olimpija Ljubljana (Slovenien), Alba Volán Székesfehérvár (Ungern), Orli Znojmo (Tjeckien) och HC Interspar Bolzano-Bozen Foxes (Italien). I mitten av mars 2017 meddelades att kroatiska klubben KHL Medveščak Zagreb från säsongen 2017-2018 inträder i ligan.
De österrikiska lagen spelar om det Österrikiska mästerskapet, medan de utländska lagen enbart kan spela om EBEL-mästerskapet.

## Mästare
- 1923 Wiener EV
- 1924 Wiener EV
- 1925 Wiener EV
- 1926 Wiener EV
- 1927 Wiener EV
- 1928 Wiener EV
- 1929 Wiener EV
- 1930 Wiener EV
- 1931 Wiener EV
- 1932 Pötzleinsdorfer SK
- 1933 Wiener EV
- 1934 Klagenfurter
- 1935 EC KAC Klagenfurter
- 1936 EK Engelmann
- 1937 Wiener EV
- 1938 EK Engelmann
- 1939 Inte spelad
- 1940 Inte spelad
- 1941 Inte spelad
- 1942 Inte spelad
- 1943 Inte spelad
- 1944 Inte spelad
- 1945 Inte spelad
- 1946 EK Engelmann
- 1947 Wiener EV
- 1948 Wiener EV
- 1949 Wiener EV
- 1950 Wiener EV
- 1951 Wiener EV
- 1952 EC KAC Klagenfurter
- 1953 Innsbrucker EV
- 1954 Innsbrucker EV
- 1955 EC KAC Klagenfurter
- 1956 EK Engelmann
- 1957 EK Engelmann
- 1958 Innsbrucker EV
- 1959 Innsbrucker EV
- 1960 EC KAC
- 1961 Innsbrucker EV
- 1962 Wiener EV
- 1963 Innsbrucker EV
- 1964 EC KAC
- 1965 EC KAC
- 1966 EC KAC
- 1967 EC KAC
- 1968 EC KAC
- 1969 EC KAC
- 1970 EC KAC
- 1971 EC KAC
- 1972 EC KAC
- 1973 EC KAC
- 1974 EC KAC
- 1975 ATSE Graz
- 1976 EC KAC
- 1977 EC KAC
- 1978 ATSE Graz
- 1979 EC KAC
- 1980 EC KAC
- 1981 Villacher SV
- 1982 VEU Feldkirch
- 1983 VEU Feldkirch
- 1984 VEU Feldkirch
- 1985 EC KAC
- 1986 EC KAC
- 1987 EC KAC
- 1988 EC KAC
- 1989 Innsbrucker EV
- 1990 VEU Feldkirch
- 1991 EC KAC
- 1992 Villacher SV
- 1993 Villacher SV
- 1994 VEU Feldkirch
- 1995 VEU Feldkirch
- 1996 VEU Feldkirch
- 1997 VEU Feldkirch
- 1998 VEU Feldkirch
- 1999 Villacher SV
- 2000 EC KAC
- 2001 EC KAC
- 2002 Villacher SV
- 2003 Black Wings Linz
- 2004 EC KAC
- 2005 Vienna Capitals
- 2006 Villacher SV
- 2007 Red Bull Salzburg
- 2008 Red Bull Salzburg
- 2009 EC KAC
- 2010 Red Bull Salzburg
- 2011 Red Bull Salzburg
- 2012 Black Wings Linz
- 2013 EC KAC
- 2014 Red Bull Salzburg (EBEL titel vinnare: HC Bozen–Bolzano)
- 2015 Red Bull Salzburg
- 2016 Red Bull Salzburg
- 2017 Vienna Capitals
- 2018 Red Bull Salzburg (EBEL titel vinnare: HC Bozen–Bolzano)
- 2019 EC KAC
- 2020 ingen mästare
- 2021 EC KAC
- 2022 Red Bull Salzburg

| Klubb              | Vinnare | Vinnare efter år |
| ------------------ | ------- | --- |
| EC KAC             | 32      | 1934, 1935, 1952, 1955, 1960, 1964, 1965, 1966, 1967, 1968, 1969, 1970, 1971, 1972, 1973, 1974, 1976, 1977, 1979, 1980, 1985, 1986, 1987, 1988, 1991, 2000, 2001, 2004, 2009, 2013, 2019, 2021 |
| Wiener EV / EG     | 17      | 1923, 1924, 1925, 1926, 1927, 1928, 1929, 1930, 1931, 1937, 1947, 1948, 1949, 1950, 1951, 1962                                                                                                 |
| VEU Feldkirch      | 9       | 1982, 1983, 1984, 1990, 1994, 1995, 1996, 1997, 1998 |
| Red Bull Salzburg  | 9       | 2007, 2008, 2010, 2011, 2014, 2015, 2016, 2018, 2022 |
| Innsbrucker EV     | 7       | 1953, 1954,1958, 1959, 1961, 1963, 1989 |
| Villacher SV       | 6       | 1981, 1992, 1993, 1999, 2002, 2006 |
| EK Engelmann       | 5       | 1936, 1938, 1946, 1956, 1957 |
| ATSE Graz          | 2       | 1975, 1978 |
| Black Wings Linz   | 2       | 2003, 2012 |
| Vienna Capitals    | 2       | 2005, 2017 |
| Pötzleinsdorfer SK | 1       | 1932 |

## Övrigt
Lag från ligan förekommer i TV-spel serien EA Sports NHL från och med NHL 18.

### Fotnoter
1. ↑  ”Kroatisk klubb lämnar KHL”. Vasabladet. 15 mars 2017. http://online.vasabladet.fi/Artikel/Visa/136475. Läst 25 maj 2017.
2. ↑  ”EBEL bei "EA SPORTS NHL 18"” (på tyska). Sportnachrichten. https://www.laola1.at/de/red/wintersport/eishockey/ebel/news/eishockey--ebel-bei--ea-sports-nhl-18-/. Läst 22 augusti 2017.